# John Lennon - Icon
Pour les articles homonymes, voir Icon.
Albums de John Lennon
John Lennon Signature Box
(2010) Gimme Some Truth: The Ultimate Mixes
(2020)
Albums des meilleurs succès de John Lennon
Power to the People: The Hits
(2010)
John Lennon – Icon est une compilation à prix réduit des plus grands titres solo de John Lennon, enregistrés entre 1969 et 1980. 

## Titres
Sauf mention contraire, les chansons sont de John Lennon :
1. Imagine
2. (Just Like) Starting Over
3. Instant Karma! (We All Shine On)
4. Stand By Me (Jerry Leiber, Mike Stoller, Ben E. King)
5. Watching the Wheels
6. Mind Games
7. Jealous Guy
8. Beautiful Boy (Darling Boy)
9. Love
10. Happy Xmas (War Is Over) (John Lennon et Yoko Ono)
11. Give Peace A Chance (John Lennon et Yoko Ono)[n 1]